# Кикути, Моа
Моа Кикути (яп. 菊地 最愛 Kikuchi Moa, род. 4 июля 1999, Нагоя) — японский музыкант, певица, модель и актриса. Она была представлена агентством талантов Amuse, Inc. Является участницей каваии-метал группы Babymetal, в которой выступает под псевдонимом MOAMETAL, а также бывшей участницей идол-группы Sakura Gakuin.

## Биография
Моа Кикути подписала контракт с агентством талантов Amuse, Inc. в возрасте 8 лет после победы на полу-Гран-при на конкурсе Ciao Girl Audition 2007, проводимом компанией.
2 августа 2010 года, в возрасте 11 лет, Кикути присоединилась к Sakura Gakuin, идол-группе, которой также управляет Amuse, Inc. Она присоединилась одновременно с другой будущей участницей Babymetal, Юи Мидзуно. На тот момент Sakura Gakuin ещё не выпустила свой дебютный сингл. Во время прослушивания Кикути и Мидзуно исполнили танцевальную кавер-версию песни «Over The Future» группы Karen Girl’s; два члена этой группы, Аями Муто и Судзука Накамото, также недавно присоединились к Sakura Gakuin.
Помимо выступления в целом, участники Sakura Gakuin также были разделены на мелкие подгруппы, известные как «клубы». В каждом клубе была своя музыкальная группа, которая записывала свои собственные песни. Кикути и Мидзуно сначала стали членами «Клуба твирлинга» и его музыкальной группы Twinklestars. В качестве бэк-вокалистов и танцоров они позже объединились с солисткой Судзукой Накамото в «Клубе тяжёлой музыки», в котором были выбраны для участия в музыкальной группе Babymetal. До образования этого клуба ни одна из трёх участниц не знала, что такое хэви-метал.
Babymetal стала независимой группой в 2012 году. Кикути «закончила» Sakura Gakuin в 2015 году, и теперь выступает исключительно с Babymetal. Кикути и Мидзуно записали совместные песни подгруппы «Black Babymetal» первого альбома Babymetal в 2014 году. Песню «Song 4» они написали вместе во время поездки на автобусе.

## Личная жизнь
Кикути — идол-отаку, что было отмечено в её представлении в песне Sakura Gakuin «Mezase! Super Lady». Её любимая группа — °C-ute, и она знакома со своим любимым бывшим участником группы Айри Судзуки. В интервью она также упоминала Bring Me the Horizon, Limp Bizkit, и Metallica как её любимые металл-группы. В свободное время Кикути любит смотреть аниме, и её любимое — Love Live!, сериал об идолах.
Кикути — единственный ребёнок в семье. Она рассказала, что к её матери также обращался агент по талантам, когда она была студенткой, но в конце концов так и не присоединилась к индустрии развлечений.

## Коллективы
- Sakura Gakuin (4 августа 2010 — 29 марта 2015)
  - Twinklestars (подгруппа Sakura Gakuin)
  - Mini-Pati (подгруппа Sakura Gakuin)
- Babymetal (2010 — н.в.)
  - Black Babymetal (подгруппа в Babymetal)

## Дискография

### Sakura Gakuin
- Sakura Gakuin 2010 Nendo: Message (2011)
- Sakura Gakuin 2011 Nendo: Friends (2012)
- Sakura Gakuin 2012 Nendo: My Generation (2013)
- Sakura Gakuin 2013 Nendo: Kizuna (2014)
- Sakura Gakuin 2014 Nendo: Kimi ni Todoke (2015)

### Babymetal
- Babymetal (2014)
- Metal Resistance (2016)
- Metal Galaxy (2019)
- The Other One (2023)

## Фильмография
- Heavier Trip[англ.][19] (2024) — играет себя (в составе группы Babymetal) (камео)